# The Second (Album)
The Second ist das zweite Studioalbum der US-amerikanisch-kanadischen Rockband Steppenwolf. Es erschien im Oktober 1968 bei ABC Records.

## Hintergrund
The Second erschien noch im gleichen Jahr wie Steppenwolfs Debütalbum Steppenwolf, da die Formation zu der Zeit vertraglich verpflichtet war, pro Jahr zwei Aufnahmen abzuliefern. Die Aufzeichnungen dauerten sechs Wochen und fanden wie beim Vorgänger in den American Recording Co. Studios in Los Angeles statt. Nach dem Erfolg von Born to Be Wild im Juni 1968 enthält das Album mit Magic Carpet Ride eine weitere erfolgreiche Hit-Single und mit Faster Than The Speed Of Life ein weiteres von Mars Bonfire geschriebenes Stück. Ähnlich wie auf Abbey Road von den Beatles beginnt mit Disappointment Number (Unknown) auf der zweiten Seite ein Medley, welches mit Resurrection endet.
Das Album wurde im Gegensatz zu späteren LP- als auch CD-Versionen ursprünglich mit einer glänzenden Folie als Frontcover ausgeliefert, welches von Gary Burden dem damaligen Zeitgeist entsprechend in Anlehnung an psychedelischer Kunst gestaltet wurde.
Insbesondere die Veröffentlichungen in Großbritannien nennen alternativ auch Steppenwolf The Second als alternativen Titel.

## Titelliste
Original LP von 1968
Seite 1
1. Faster Than The Speed Of Life (Mars Bonfire) – 3:10
2. Tighten Up Your Wig (John Kay) – 3:06
3. None of Your Doing (Kay, Gabriel Mekler) – 2:50
4. Spiritual Fantasy (Kay) – 3:39
5. Don’t Step On The Grass, Sam (Kay)- 5:43

Seite 2
1. 28 (Mekler) – 3:12
2. Magic Carpet Ride (Kay, Rushton Moreve) – 4:30
3. Disappointment Number (Unknown) (Kay) – 4:52
4. Lost And Found By Trial And Error (Kay) – 2:07
5. Hodge, Podge, Strained Through A Leslie (Kay) – 2:48
6. Resurrection (Kay) – 2:52
7. Reflections (Kay, Mekler) – 0:43

Bonus-Track der remasterten CD-Wiederveröffentlichung in Japan 2013
1. Magic Carpet Ride (Mono Single Version)[7]

Auf der Rückseite des Plattencovers wurde bei Magic Carpet Ride nur John Kay als Autor angegeben. Auf der Schallplatte hingegen sowohl Kay als auch Rushton Moreve.

## Besetzung
- John Kay – Gesang, Gitarre, Mundharmonika
- Michael Monarch – Gitarre
- Goldy McJohn – Orgel, Klavier
- Rushton Moreve – Bass
- Jerry Edmonton – Schlagzeug, Gesang

## Charterfolge
The Second erreichte Platz 3 der Billboard 200. Es wurde im Februar 1969 mit Gold von der RIAA ausgezeichnet. Die Single Magic Carpet Ride erreicht Platz 3 der Billboard Hot 100 und blieb für 16 Wochen in den US-amerikanischen Charts.

## Rezeption
- Auf Allmusic schrieb Bruce Eder, das zweite Album sei eine etwas anspruchsvollere Neugestaltung der Debütplatte und das Songwriting der Band hätte sich verbessert. Diese sei in exzellenter Form und würde alles von Hard Rock über Psychedelia bis Blues erfassen. Auch wenn sich nichts mit Born To Be Wild Vergleichbares auf The Second befände, so sei doch das Niveau der restlichen Songs dem Einstand überlegen. In der Bewertung bekam das Album viereinhalb von fünf Sternen.[12]
- George Starostin schrieb auf seiner Reviewseite, The Second sei nicht so gut wie das Debütalbum Steppenwolfs, aber im Gegensatz zu diesem nicht überbewertet, sondern unterschätzt. Er beklagte, dass keine weiteren Klassiker wie Born To Be Wild vorhanden wären, jedoch machte The Second mit herabgesetzten Erwartungen immer noch Spaß. Außerdem würde es zeigen, dass die Band nicht nur in der Lage sei am Fließband hergestellten, allzu simplen Macho Rock abzuliefern. In der Bewertung bekam das Album zehn von fünfzehn Punkten.[13]